# Hübneryt
Hübneryt (lub Hibneryt)  – minerał z gromady wolframianów. Jest odmianą wolframitu, zawierającą w sobie najwięcej manganu. Razem z wolframitem i ferberytem tworzy szereg izomorficzny ferberyt- hübneryt. Nazwa pochodzi od dziewiętnastowiecznego niemieckiego inżyniera Adolfa Hübnera.

## Charakterystyka
Hübneryt jest nieprzezroczystym minerałem o czerwonobrunatnej barwie. Krystalizuje w układzie jednoskośnym, w formie tabliczek lub igiełek. Występuje w skupieniach blaszkowych, rozgałęzionych. Jest dość ciężkim minerałem, gdyż waży od 6,4 do 7,1 razy więcej niż taka sama ilość wody w temperaturze pokojowej. Jest średnio twardy (4-4,5 w skali Mohsa). Nie poddaje się działaniu kwasów i jest trudnotopliwy.

## Występowanie
Występuje w żyłach kwarcowych i w pegmatytach granitoidowych. Towarzyszą mu wolframit, szelit, kasyteryt, topaz, kwarc i inne. Można go znaleźć w Boliwii, Czechach, Chinach, Francji, Hiszpanii, Peru, Portugalii, Rosji, Wielkiej Brytanii i Stanach Zjednoczonych. W Polsce  jego obecność stwierdzono w Paszowicach koło Strzegomia.

## Zastosowanie
- ruda wolframu;
- minerał kolekcjonerski.